# Liste chronologique de jeux vidéo de réflexion
Liste chronologique de jeux vidéo de réflexion.
La date indiquée est celle de la première sortie, continents et versions confondus.
- Voir aussi : Jeu vidéo de réflexion

## Années 1980

### 1982
- Q*bert
- Sokoban

### 1983
- Boulder Dash

### 1984
- Marble Madness

### 1985
- Lot Lot
- Tetris
- King's Valley

### 1986
- Solomon's Key
- Spindizzy

### 1987
- Xor

### 1988
- Othello
- King's Valley II

### 1989
- Adventures of Lolo
- Blockout
- Klax
- Loopz
- Pang
- Puzznic
- Spherical

## Années 1990

### 1990
- Columns
- Extase
- Curse of RA, The
- E-Motion
- Spindizzy Worlds
- Tower of Babel

### 1991
- 7 Colors
- Lemmings
- Puyo Puyo

### 1992
- The Incredible Machine
- The Humans
- Krusty's Super Fun House
- Lost Vikings, The
- Push-Over
- Troddlers

### 1993
- Goof Troop
- Lemmings 2: The Tribes
- Mickey's Memory Challenge

### 1994
- All New World of Lemmings
- Bakuden: Unbalanced Zone
- Donkey Kong
- The Incredible Machine 2
- Super Loopz

### 1995
- Zoop

### 1997
- Deadly Rooms of Death
- Kurushi

### 1998
- Kula World
- Kurushi Final: Mental Blocks
- Wetrix

## Années 2000

### 2000
- Bejeweled Deluxe
- Mr. Driller
- Sheep

### 2001
- Guru Logi Champ
- Pikmin

### 2002
- L'Odyssée de Munch
- Super Monkey Ball
- Tetris Worlds

### 2003
- In memoriam
- Zapper : Le Criquet ravageur !

### 2004
- Lumines
- Katamari Damacy
- Pikmin 2
- Polarium

### 2005
- Brain Training
- Frantix
- Go! Sudoku
- GripShift
- Mahjong DS
- Meteos
- Mr. Driller: Drill Spirits
- Puyo Pop Fever 2
- We ♥ Katamari

### 2006
- Lemmings
- LocoRoco
- Tetris DS
- Kalimée

### 2007
- Crush
- Go! Puzzle
- Super Rub'a'Dub
- Portal

### 2008
- Audiosurf
- LocoRoco 2
- Tube Mania
- echochrome
- Plättchen Twist 'n' Paint

### 2009
- Scribblenauts (DS)

## Années 2010

### 2011
- Portal 2

### 2012
- Criminal Case

### 2014
- The Talos Principle

### 2016
- The Witness

### 2017
- Baikoh